# Julius Shulman
Julius Shulman (10 de octubre de 1910-15 de julio de 2009) fue un fotógrafo de arquitectura estadounidense.

## Características
Conocido por sus fotografías de la "Case Study House N.º 22, de Los Ángeles, en 1960, del arquitecto Pierre Koenig. La casa es también conocida como la Casa Stahl. Shulman facilitó la propagación del estilo moderno de arquitectura de California, de mediados de siglo XX, por todo el mundo. A través de sus numerosos libros, exposiciones y presentaciones personales de su trabajo marcó el comienzo de un nuevo aprecio por el movimiento, que comenzó en la década de los 90.
Su vasta biblioteca de imágenes en la actualidad reside en el Getty Center en Los Ángeles. Sus contemporáneos incluyen al fotógrafo Ezra Stoller y los de Hedrich Blessing Photographers. En 1947, Julius Shulman contrató al arquitecto Raphael Soriano para construir su casa y estudio en acero, en las colinas de Hollywood.
Algunas de sus fotografías de arquitectura, como las escenas icónicas de casas de Frank Lloyd Wright o Pierre Koenig, se han publicado infinidad de veces. La fotografía de Shulman fue la primera en sacar a la luz pública la brillantez de edificios, como los de Charles Eames, así como los de sus amigos cercanos, Richard Neutra y Raphael Soriano. La claridad de su trabajo ha exigido que la fotografía de arquitectura pueda ser considerada como una forma de arte independiente. Cada imagen de Shulman une la percepción y la comprensión de los edificios y su lugar en el paisaje. Sus composiciones precisas revelan no sólo las ideas arquitectónicas detrás de la superficie, sino también las visiones y esperanzas de toda una época. Un gran sentido de la humanidad está siempre presente en su trabajo, incluso cuando la figura humana está ausente de las fotografías reales.
Muchos de los edificios fotografiados por Shulman, han sido demolidos o han podido ser re-utilizados debido a la popularidad de sus imágenes.

## Vida y carrera
Julius Shulman nació en Brooklyn el 10 de octubre de 1910, y creció en una pequeña granja en Connecticut antes de mudarse a Los Ángeles, mientras aún era un niño. Asistió brevemente a la Universidad de California en Los Ángeles y la Universidad de California, Berkeley, ganado dinero por la venta de sus fotografías a sus compañeros. En 1936 regresó a Los Ángeles, donde fue reclutado por un amigo, que trabajaba como delineante para Neutra, para tomar fotografías de una casa nueva, diseñada por Richard Neutra, la Residencia Kun en Hollywood con su cámara Kodak de bolsillo. Cuando Neutra vio las fotos, pidió reunirse con el fotógrafo y procedió a darle sus primeras tareas. Eso fue el lanzamiento de su carrera en la fotografía de arquitectura. Shulman abrió un estudio en Los Ángeles en 1950, y su trabajo se difundió sobre todo en revistas con sede en Nueva York. Permaneció en el negocio a tiempo completo hasta finales de la década de los 80. En el año 2000, Shulman dejó la jubilación para comenzar a trabajar con su socio Juergen Nogai.

## Exposiciones
El Getty Research Institute realizó en 2005-2006 una exposición de Shulman titulada "Julius Shulman, la Modernidad y la Metrópoli". La exposición incluyó secciones tituladas "Marcos del Estilo de Vida de California," "Promoción de la Potencia de la Arquitectura Moderna", "Las Herramientas de un Innovador" y "El Desarrollo de una Metrópoli". La exposición viajó al National Building Museum y al Instituto de Arte de Chicago.

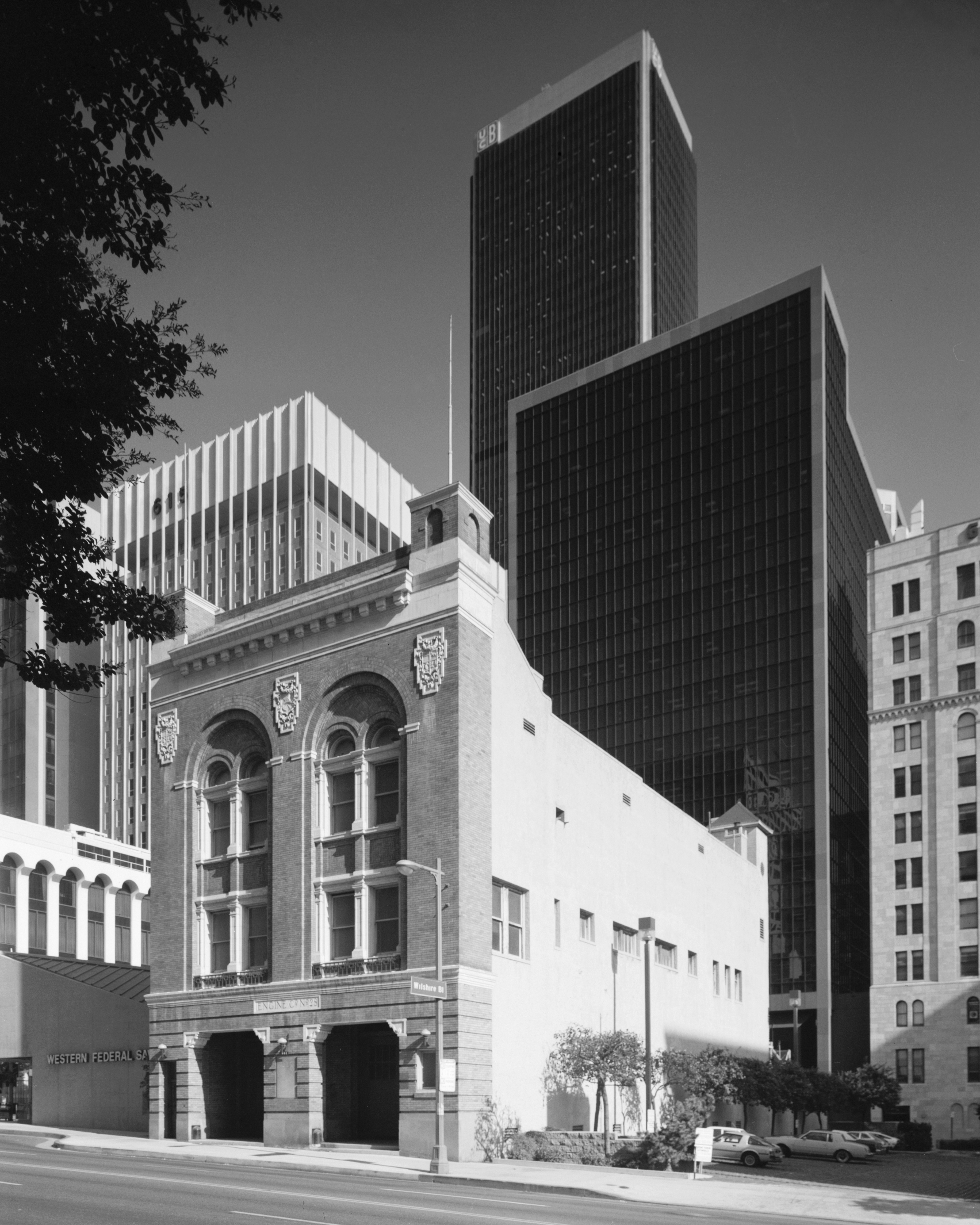
Los Ángeles, California. Estación de Bomberos N.º 28 por Julius Shulman

Julius Shulman y Juergen Nogai han hecho exposiciones en el Museo del Diseño y la Arquitectura de Frankfurt, Alemania, en el otoño de 2005, así como una exposición en la Barnsdall Municipal Gallery en Los Ángeles, 2006, la Craig Krull Galería de Bergamot Station, en Los Ángeles, en octubre de 2007, y en la primavera de 2009. También se hizo una exposición de su trabajo en Mannheim, Alemania, en 2010.
El 16 de diciembre de 2007, Shulman asistió a una demostración de su fotografía de arquitectura en la Biblioteca Pública de Los Ángeles. Organizada por el Instituto de Investigación Getty, la muestra contó con 150 fotografías que documentan los cambios arquitectónicos en Los Ángeles durante los últimos 80 años. Esta progresión incluye la reurbanización de Bunker Hill, el crecimiento de la Ciudad del Siglo, los diseños arquitectónicos vanguardistas en Los Ángeles, como las Watts Towers, el Teatro Chino de Grauman y la Getty Villa, así como el crecimiento del Wilshire Boulevard. La exposición de las características de los motores industriales en el Puerto de Los Ángeles y el Aeropuerto Internacional de Los Ángeles que ayudó a impulsar el crecimiento de Los Ángeles. También incluyó el diverso tejido residencial desde Echo Park al Sur de Los Ángeles. La exhibición destacaba el papel único de Shulman en la captación y promoción de las innovadoras y elegantes case study houses así como el contraste entre los desarrollos de las viviendas unifamiliares con la repetición de los planos de pisos.
En febrero de 2008, el Palm Springs Art Museum presenta "Julius Shulman: Palm Springs," comisariada por Michael Stern. Contiene más de 200 objetos y es la más grande exposición de Julius Shulman que se haya presentado hasta la fecha. Además de las fotografías y dibujos de muchos de los edificios fotografiados, fueron presentadas ilustraciones y maquetas, para complementar su extensa documentación de los lugares que fueron tan inspiradores para él. Rizzoli ha publicado el catálogo, "Julius Shulman: Palm Springs." Además, un DVD documental fue producido en conjunto con la exposición "Julius Shulman: Desierto Moderno".
Algunas de sus obras fueron incluidas en la exposición inaugural del Espacio Annenberg para la Fotografía de Los Ángeles. Uno de sus últimos encargos fue el del Espacio, que se inauguró en marzo de 2009, con la asistencia de Shulman.
Su última exposición fue programada del 4 de julio al 8 de agosto de 2009, pero su muerte a una semana del show inaugural causó que se extendiera por dos semanas. Su hija Judy Shulman McKee—junto con Krull, Nogai, Benedikt Taschen y Wim de Wit—hablaron en el Getty Center, el domingo, 20 de septiembre de 2009 durante un memorial para celebrar la vida de Julius Shulman.

## Cine
Huell Howser Productions, en asociación con KCET/ Los Angeles, produjo el film Julius Shulman – Palm Springs.
Shulman fue objeto de un 2008 del documental, Visual Acústico: El Modernismo de Julius Shulman. La película, dirigida por Eric Bricker y narrada por Dustin Hoffman, explora la vida y el trabajo de Shulman. Explica cómo sus imágenes ayudaron a dar forma a las carreras de influyentes arquitectos, incluyendo a Frank Lloyd Wright, Richard Neutra y John Lautner. La película ganó en 2009 en el Palm Springs International Film Festival, el Premio del Público al Mejor largometraje Documental, así como premios en el Austin Film Festival, el Newport Beach Film Festival y el Lone Star Festival Internacional de Cine. La película se estrenó en salas de cine por Arthouse Films, de finales de 2009 hasta principios de 2010.

## Muerte y honores
En 1987, la Shulman House de Raphael Soriano, fue declarada Patrimonio Cultural y Monumento de la ciudad de Los Ángeles.
Shulman mismo tenía una Palma de Oro Estrella en el Palm Springs Paseo de las Estrellas dedicada a él en el 2006.
Murió en su casa en Los Ángeles, California, el 15 de julio de 2009; a los 98 años de edad. Fue enterrado en el cementerio Hillside Memorial Park en Culver City, California.

## Galería

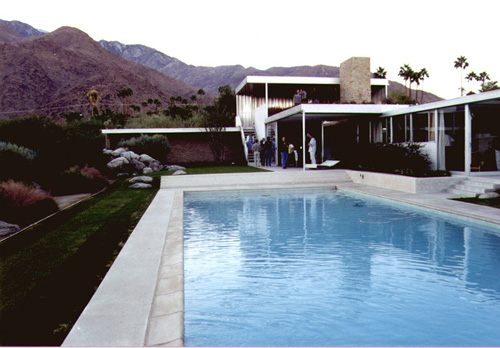
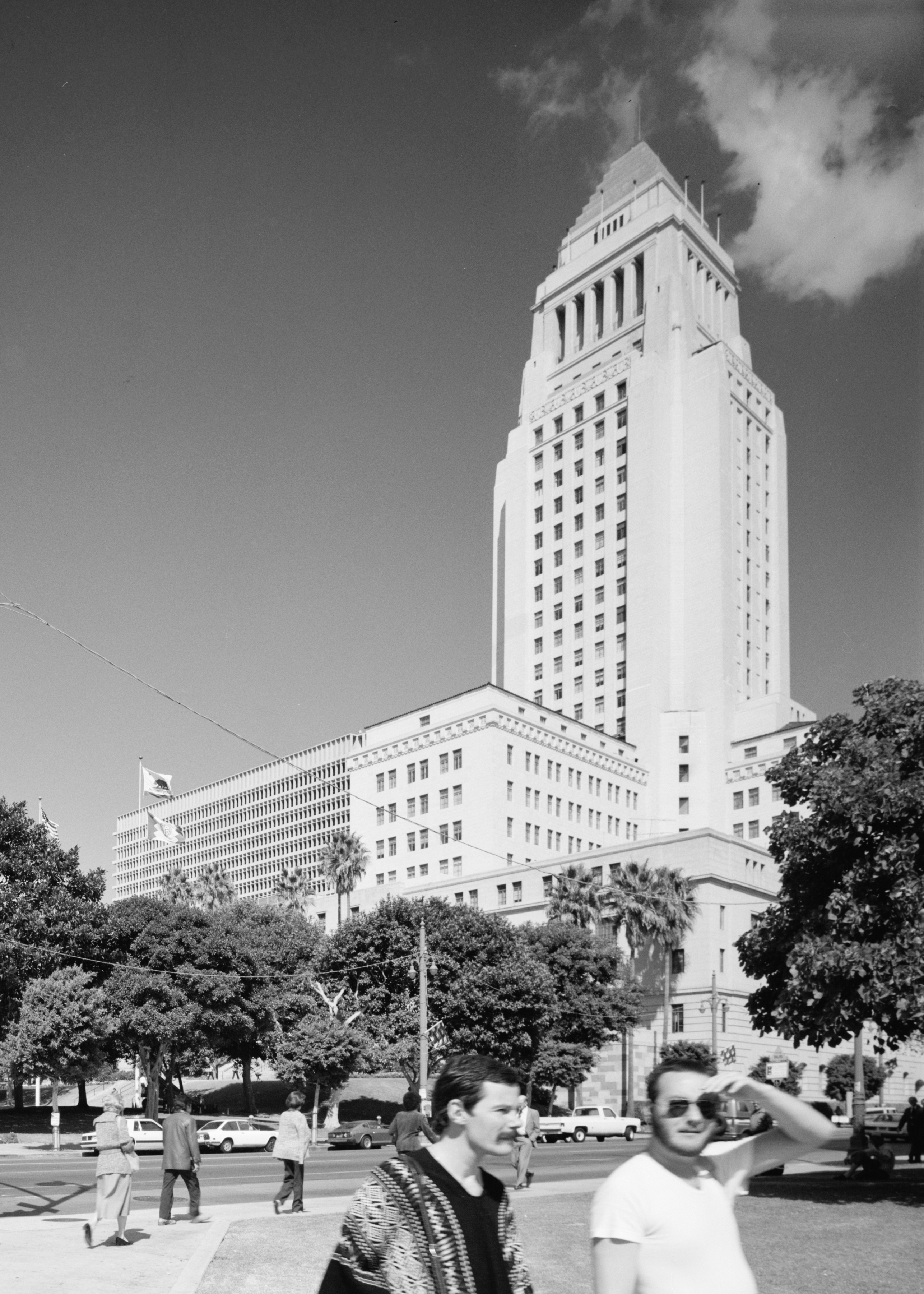
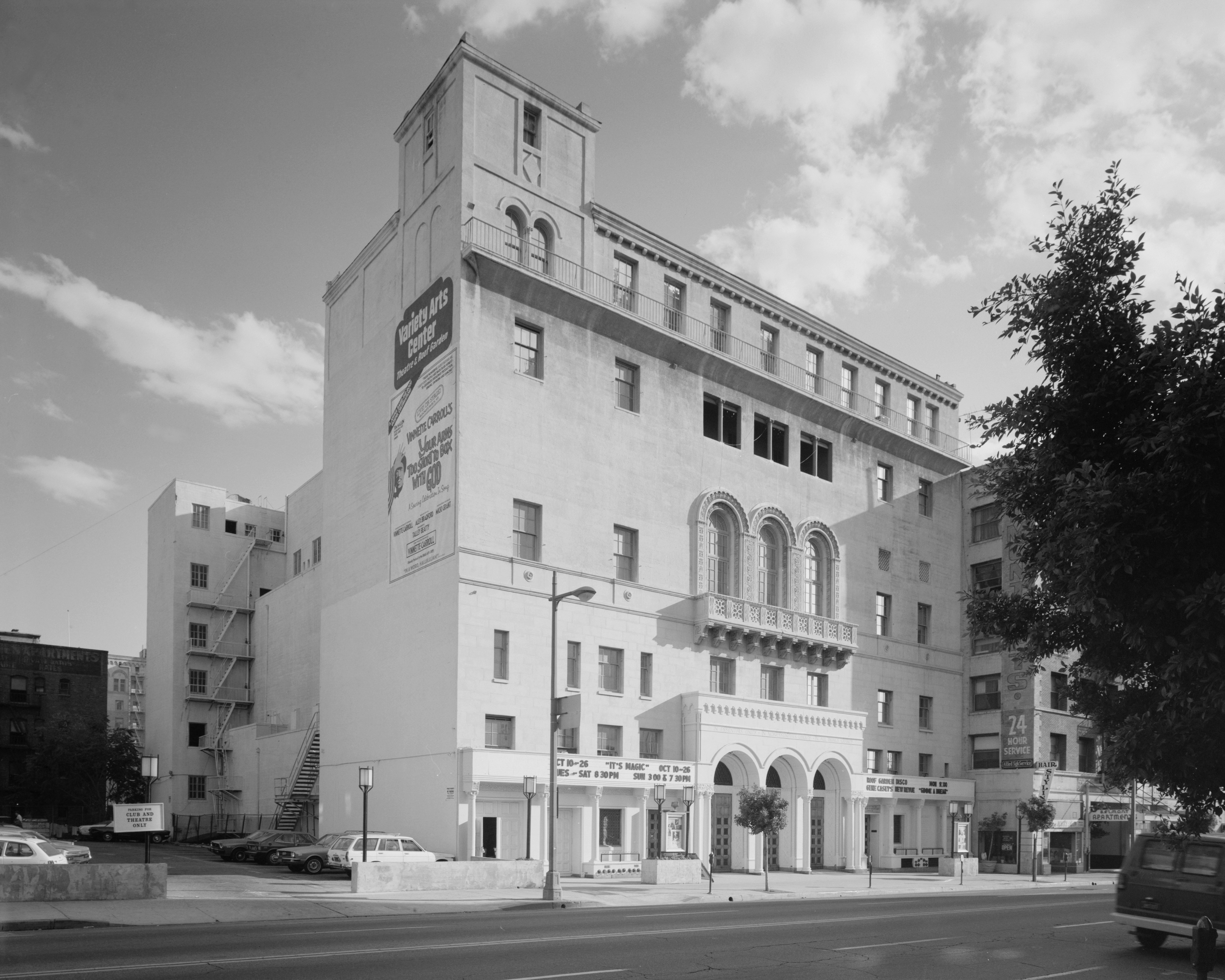
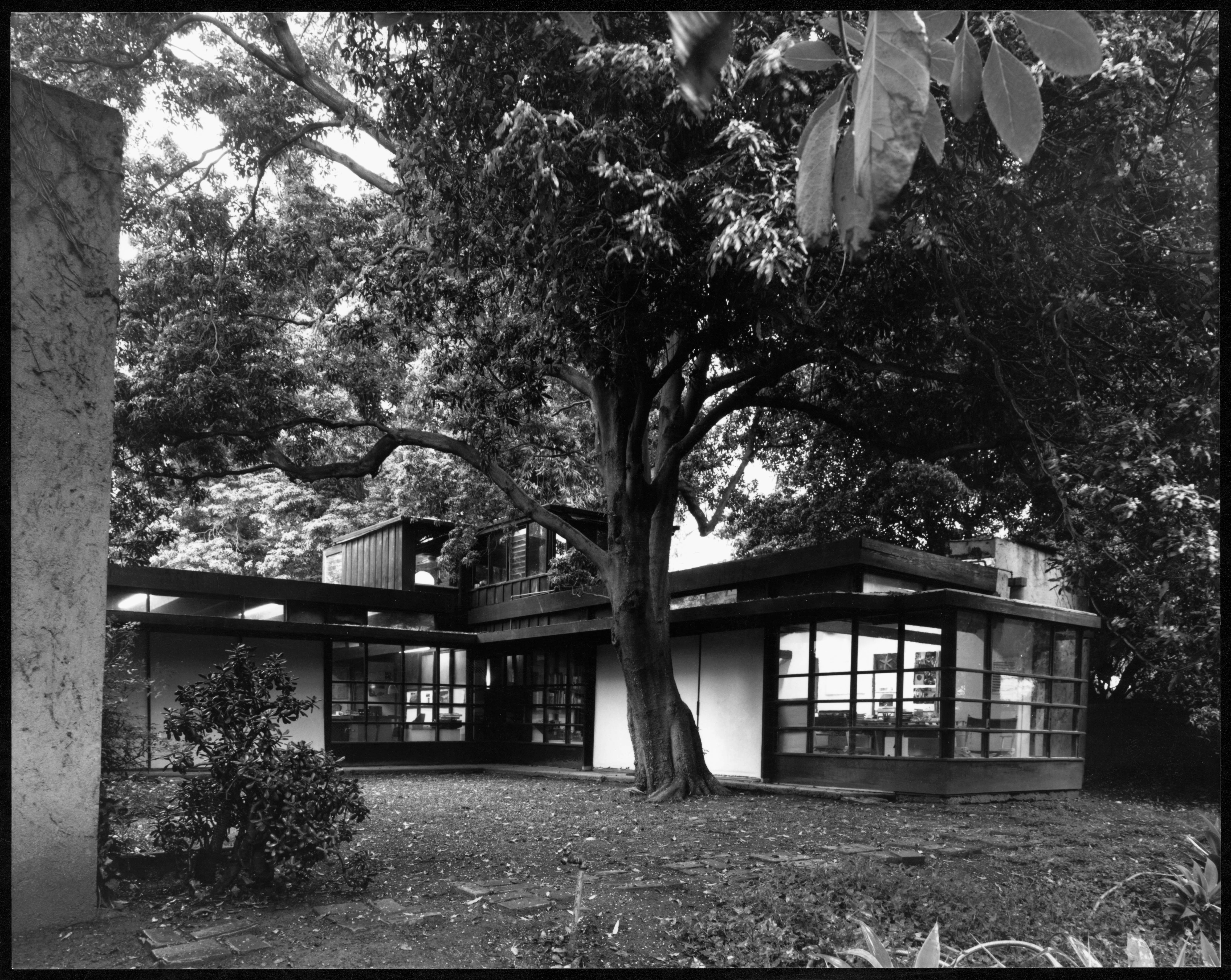
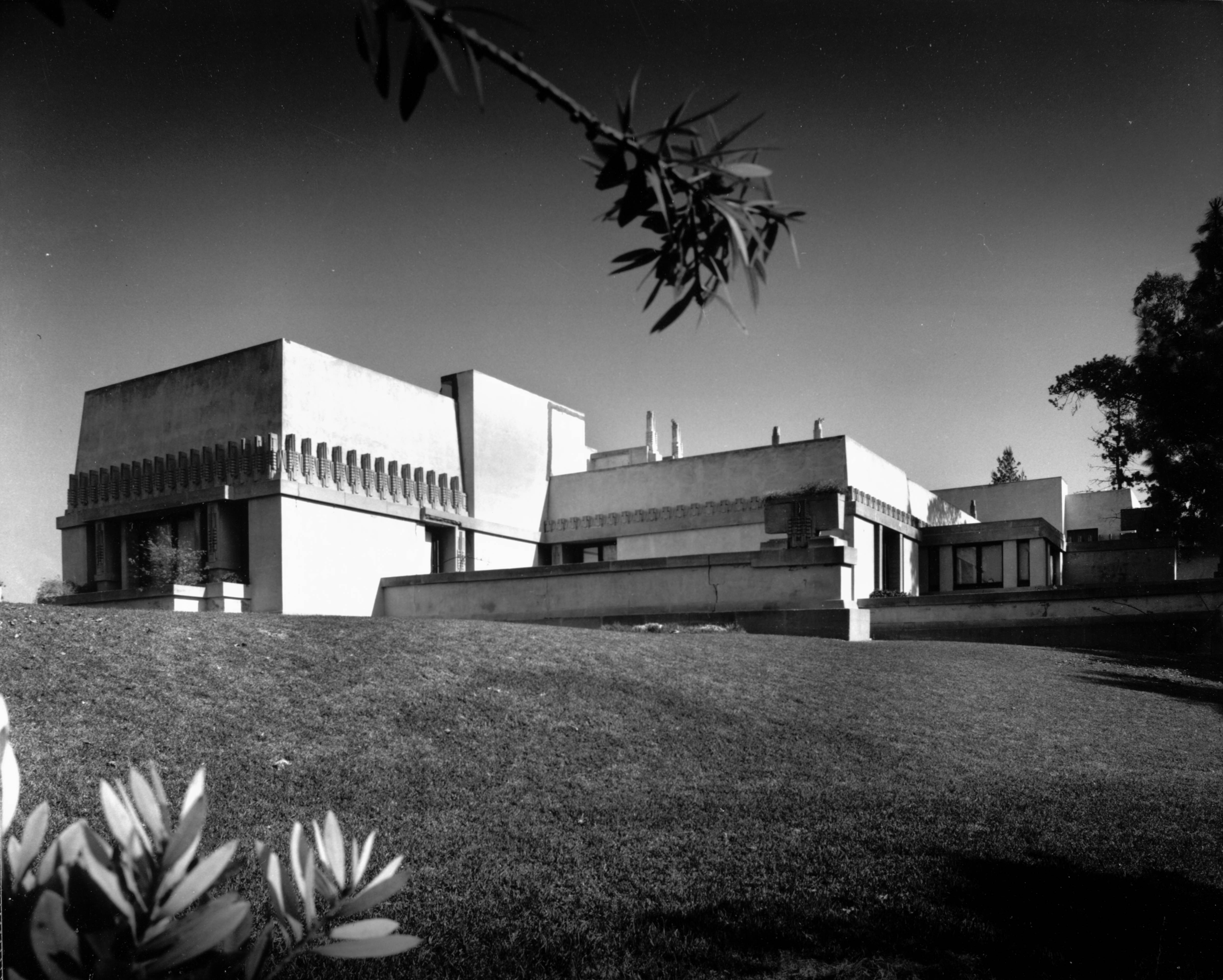
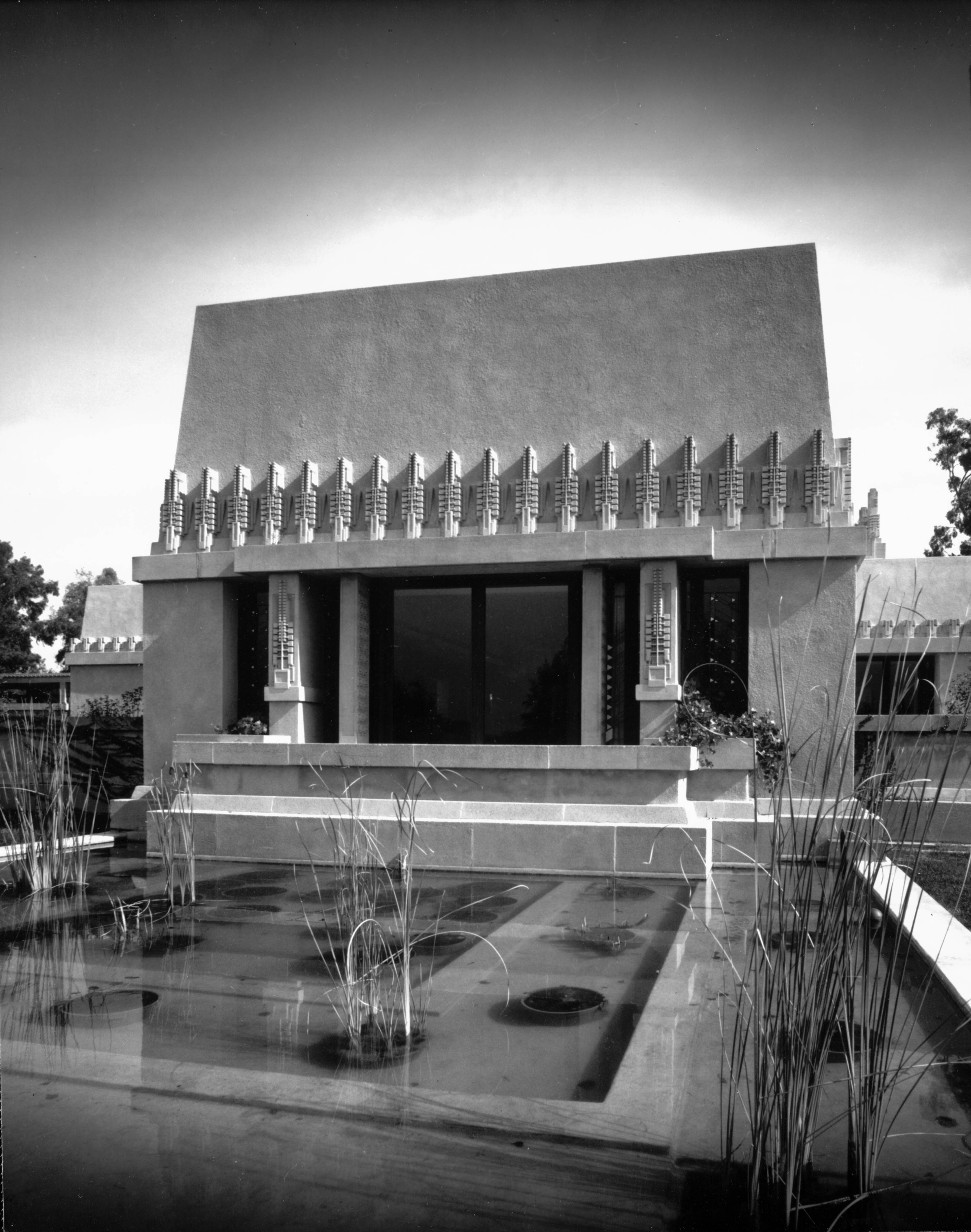
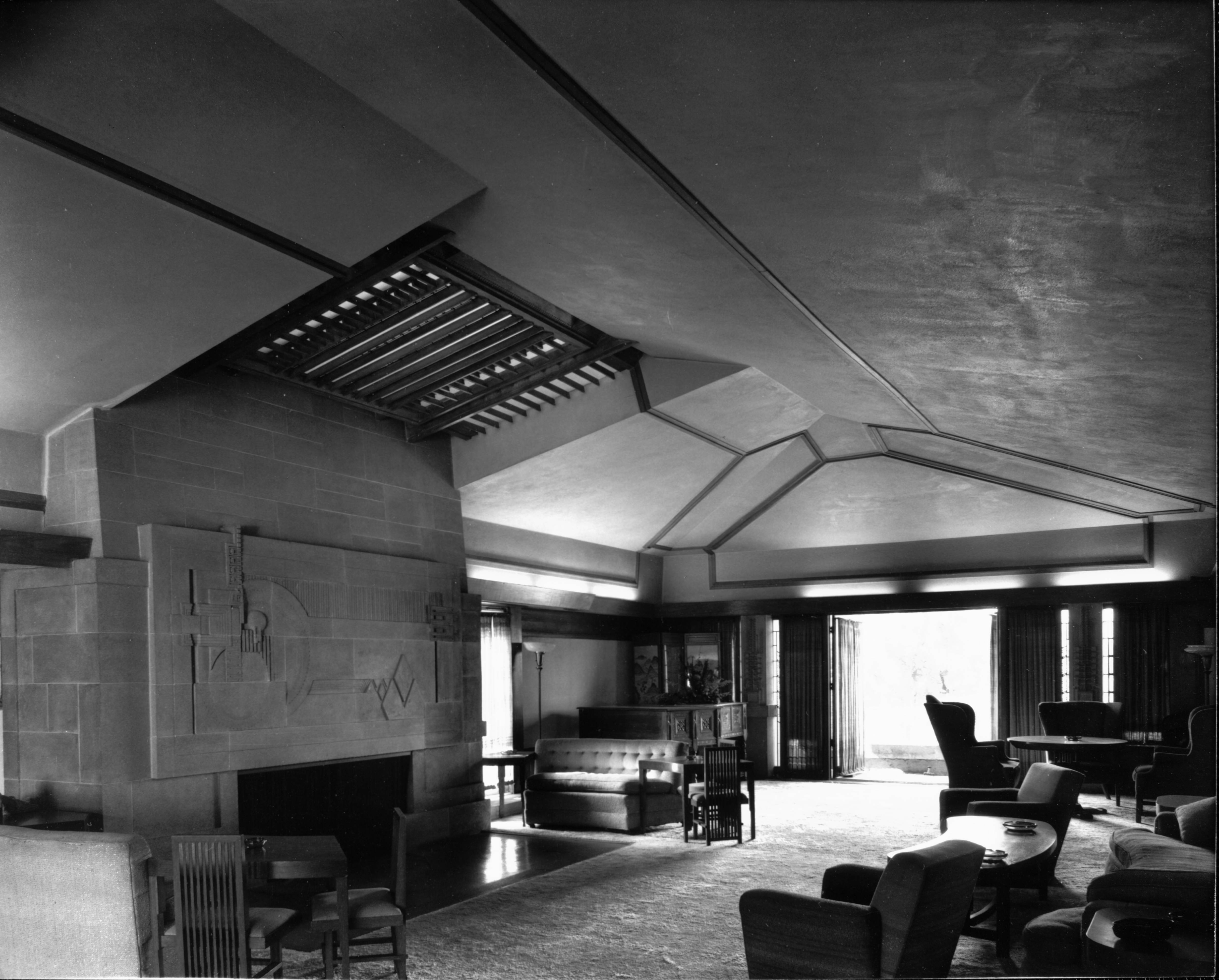
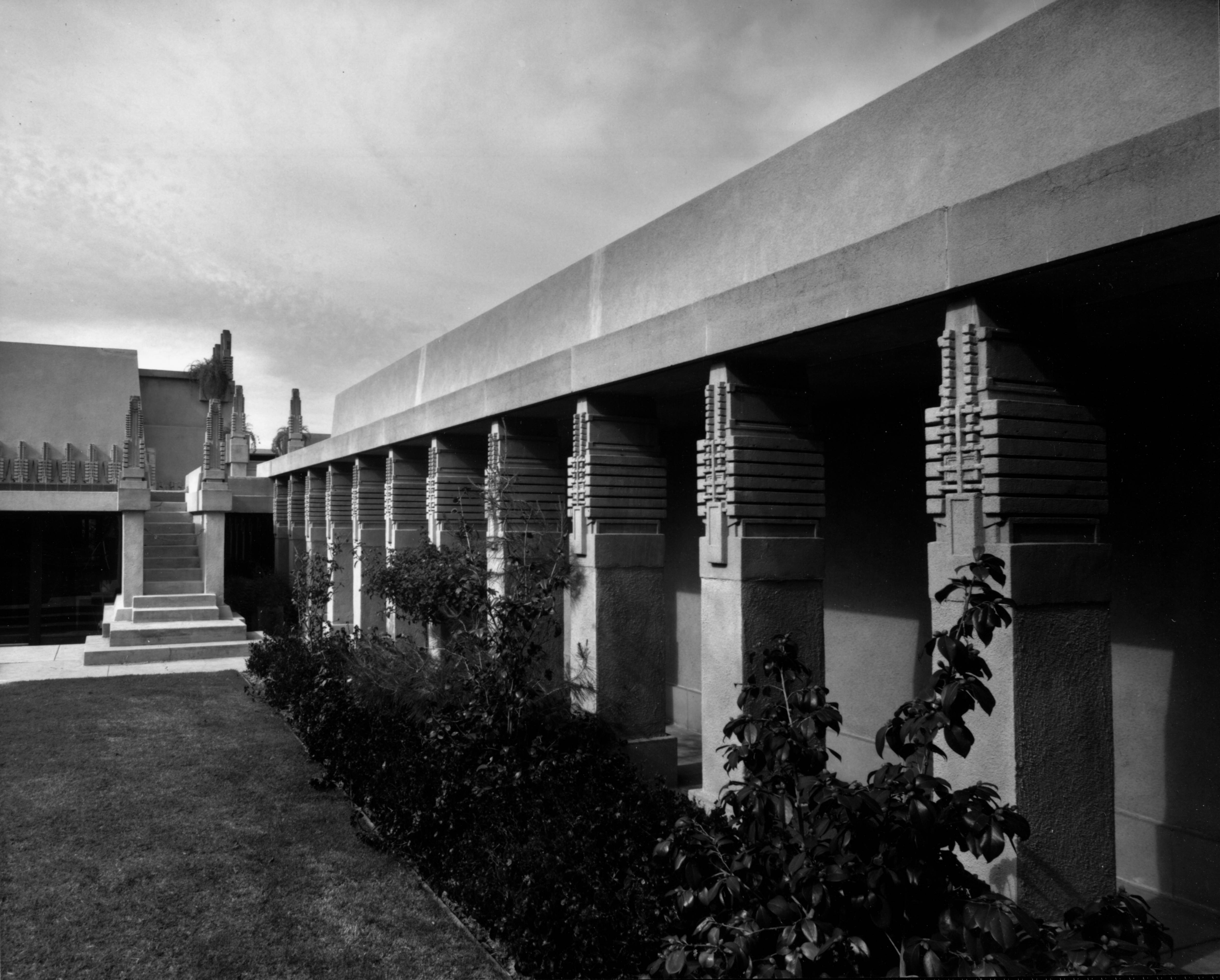
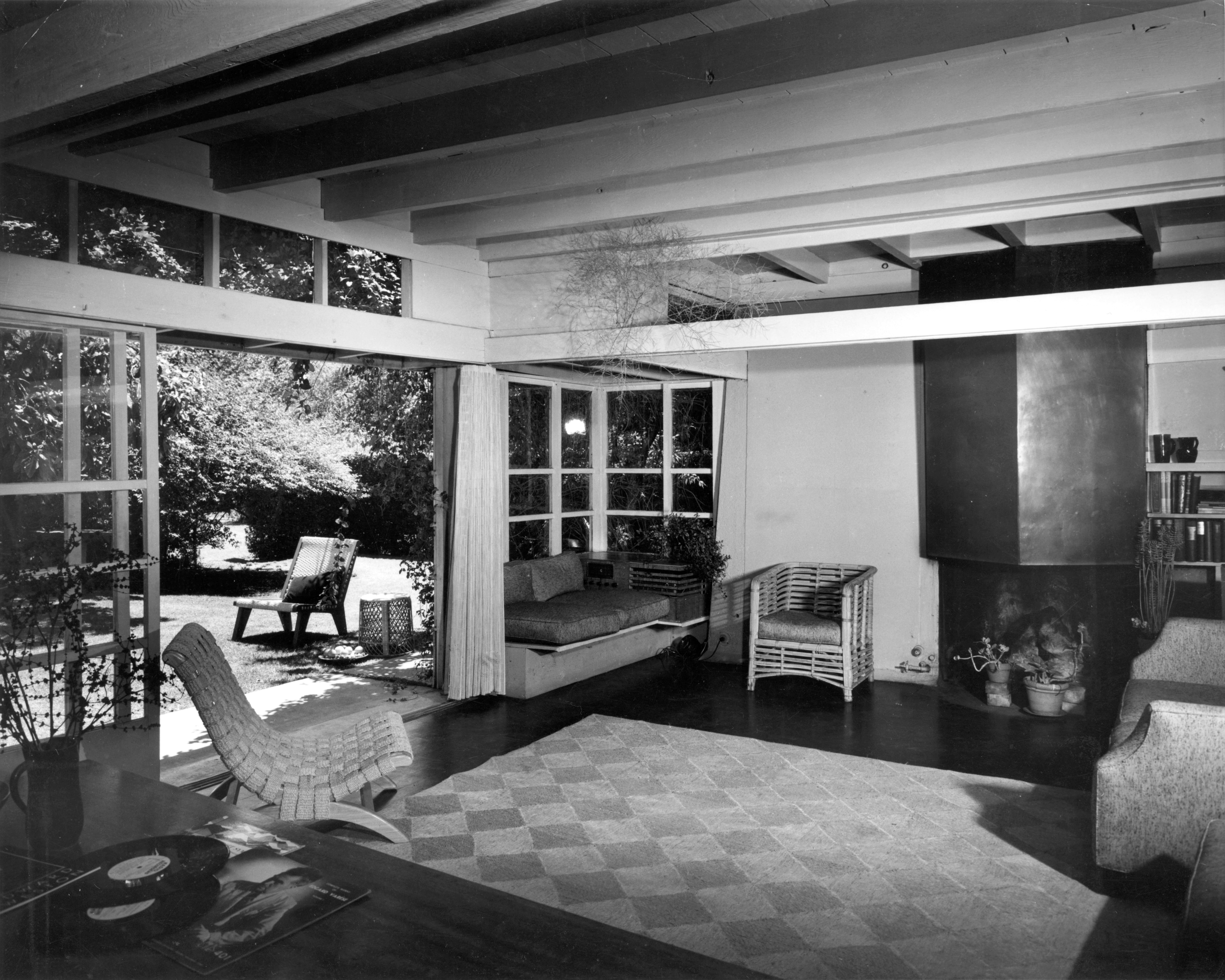
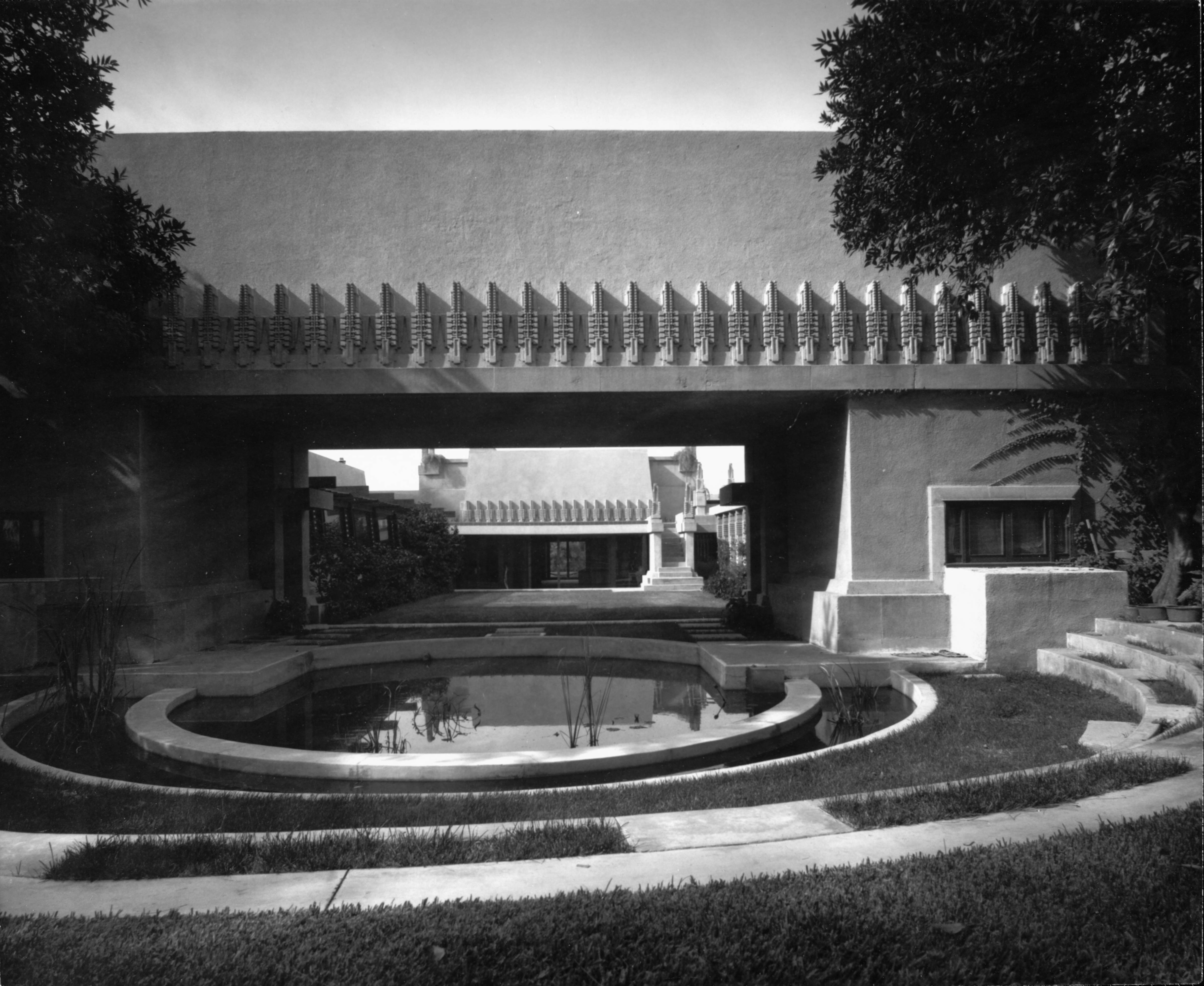
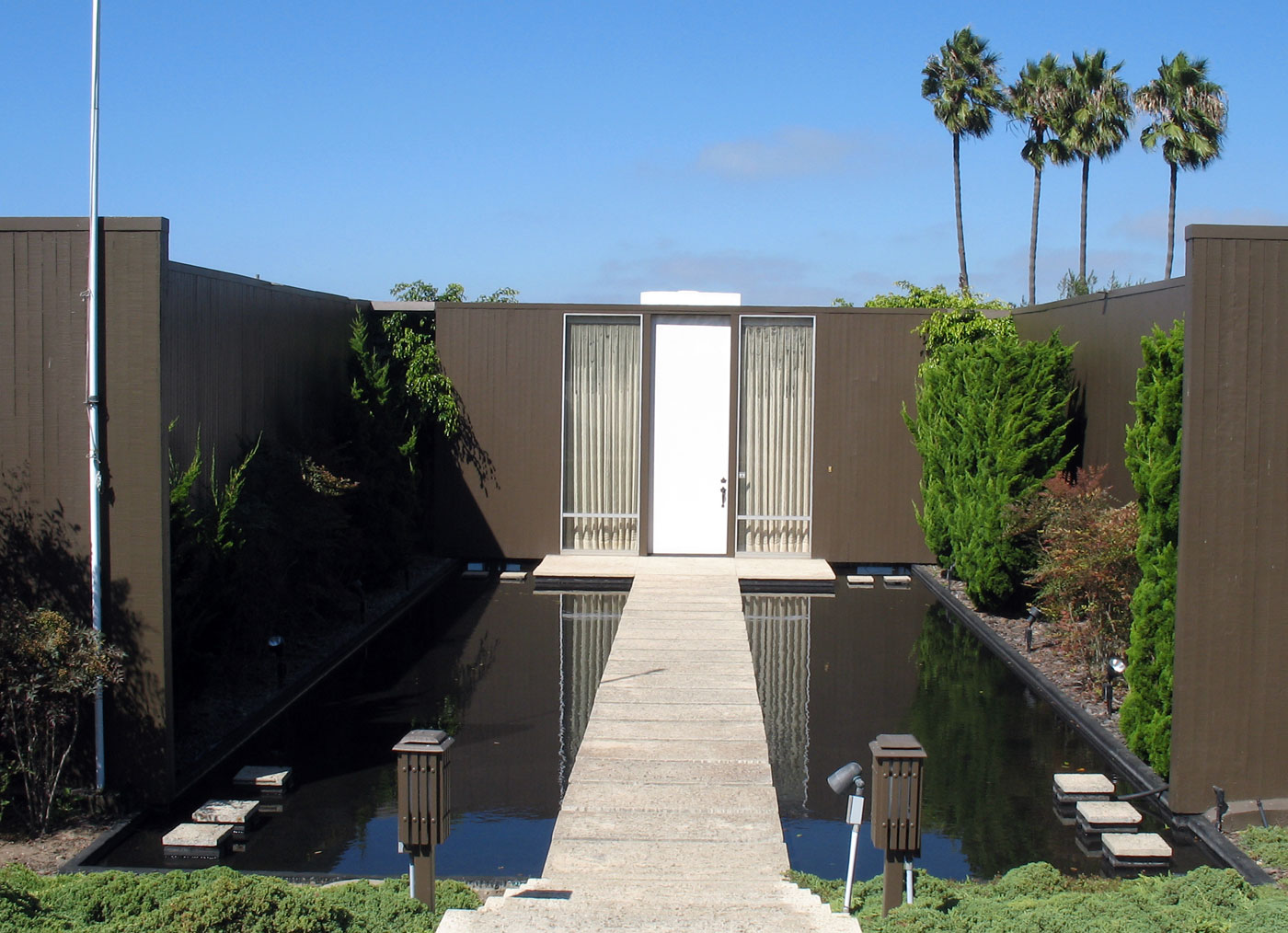
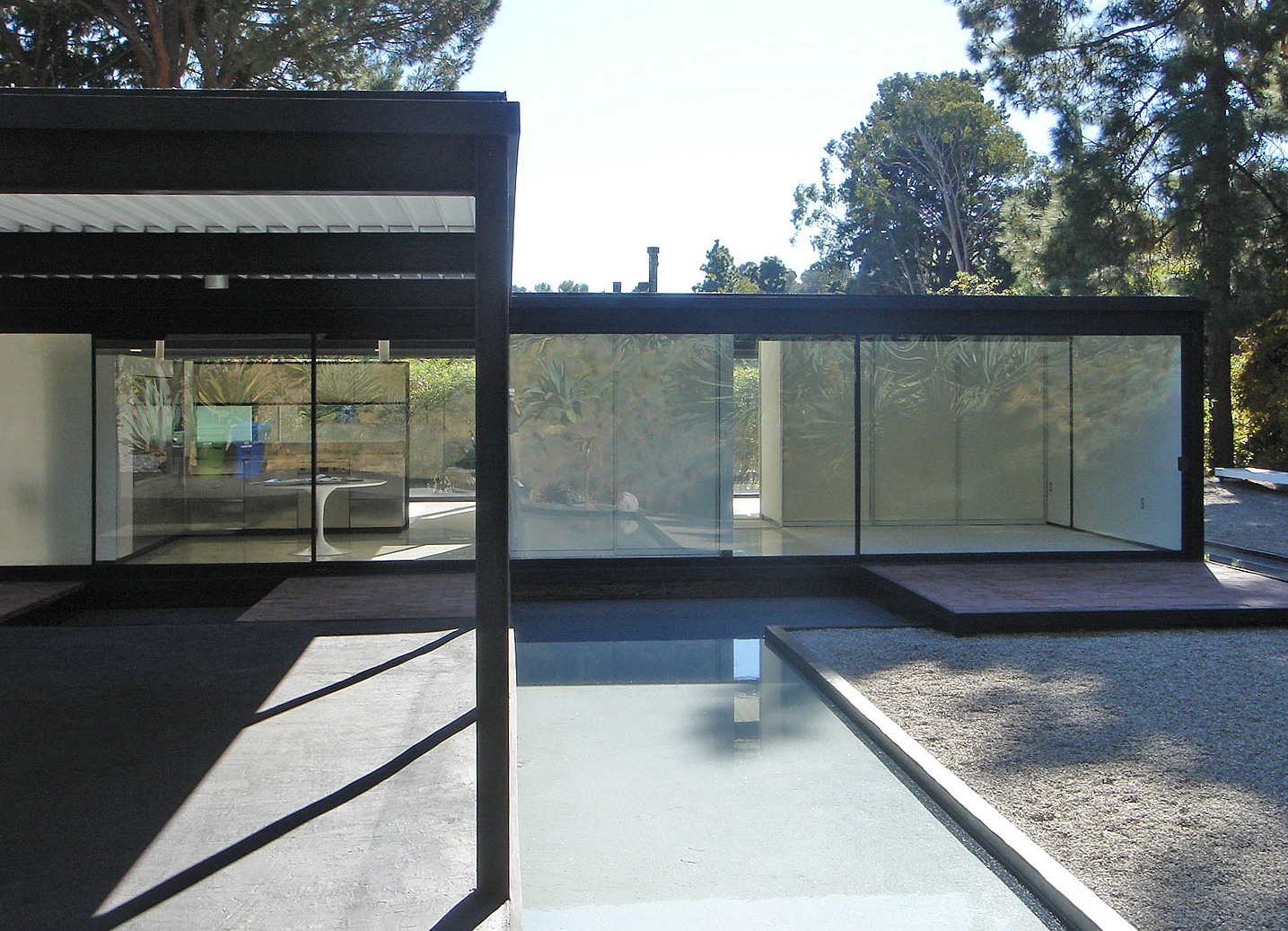
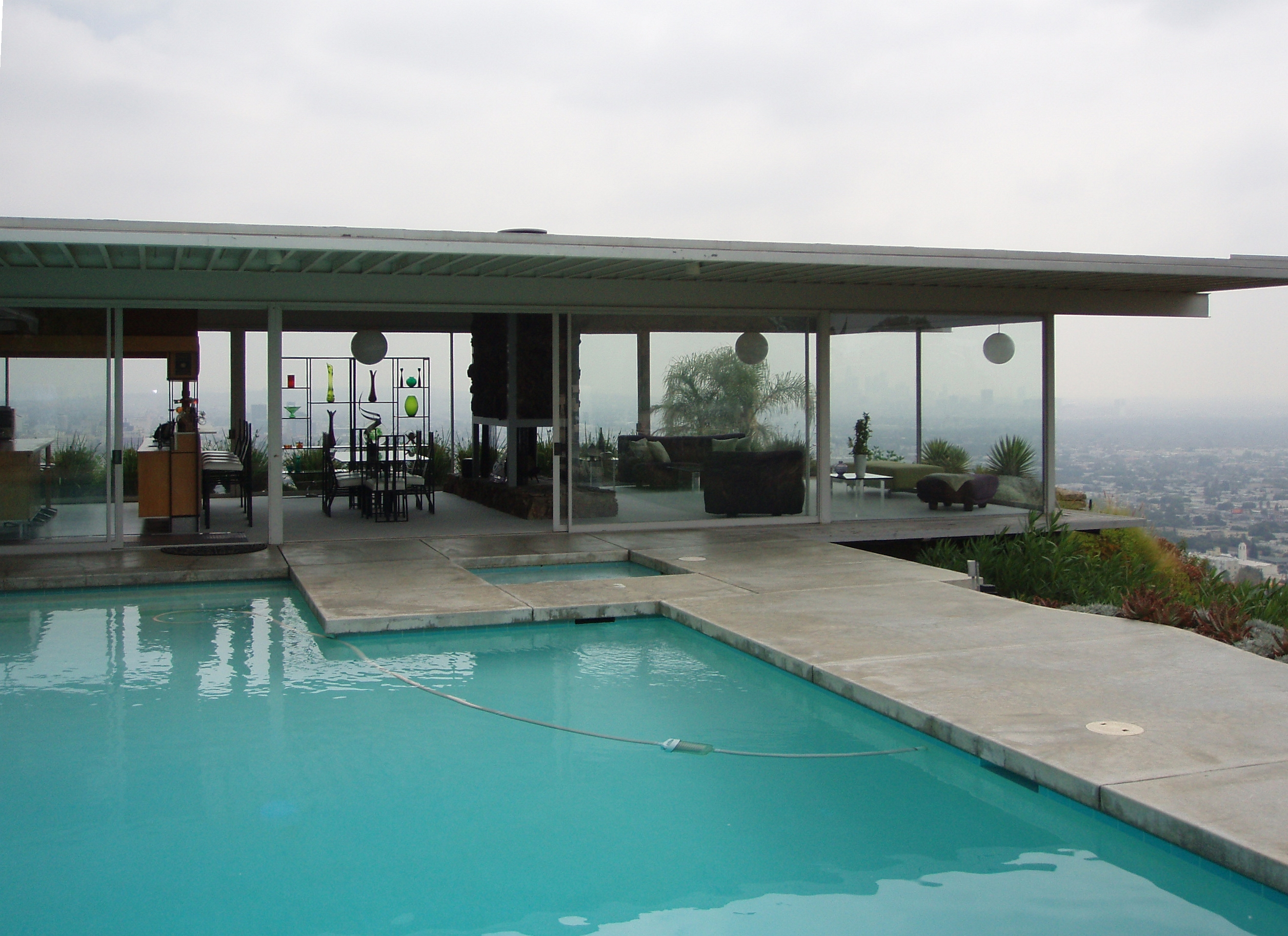
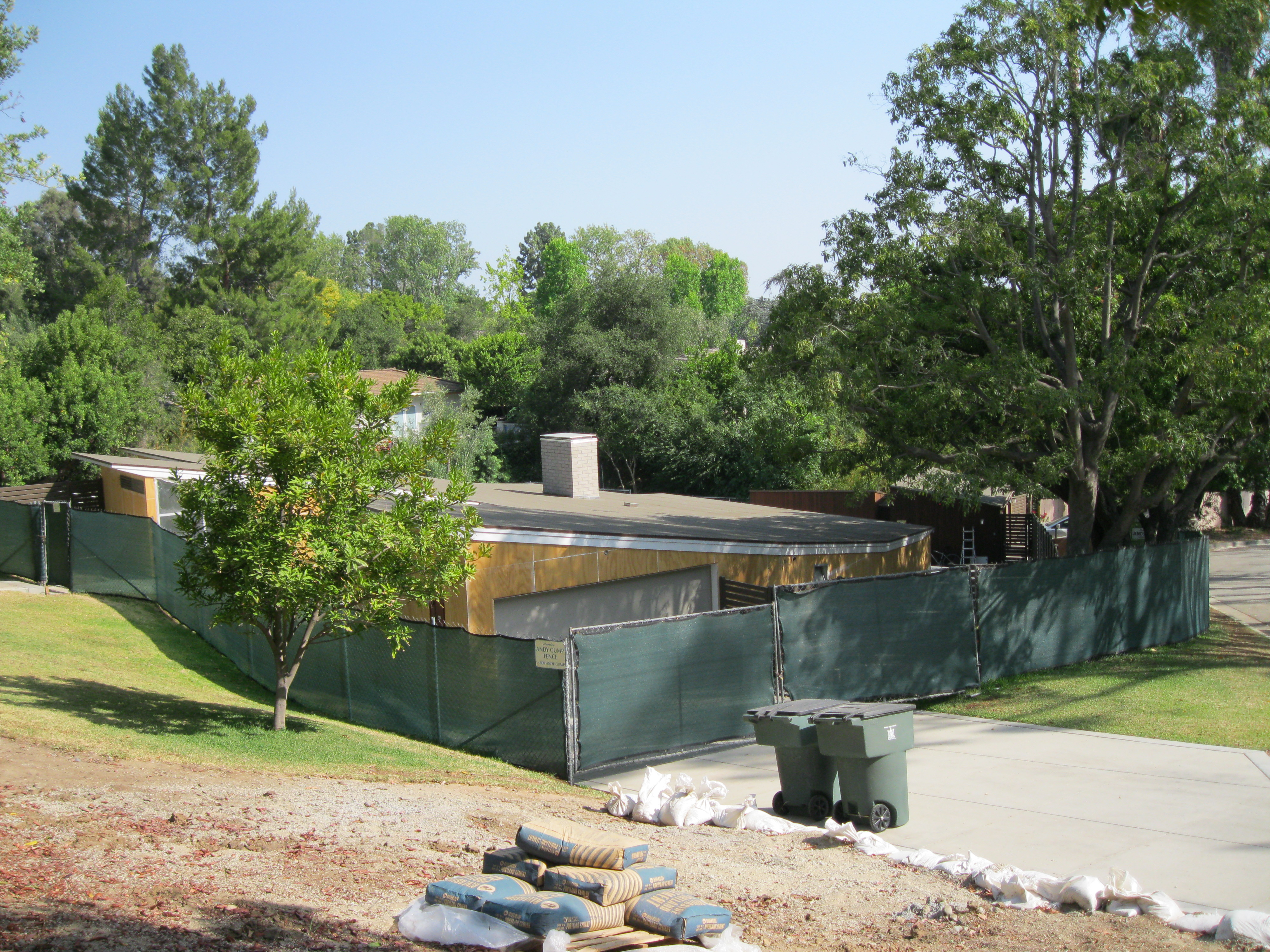

- Datos: Q1352701
- Multimedia: Julius Shulman / Q1352701